# Alexander Winterberger
Alexander Winterberger (Weimar, 14 de agosto de 1834-Leipzig, 23 de septiembre de 1914) fue un organista y compositor alemán. Se le recuerda sobre todo por su asociación con Franz Liszt, en particular por su estrecha participación en las dos grandes fantasías para órgano que Liszt escribió para el órgano de la catedral de Merseburg, la Fantasie und Fuge über den choral "Ad nos, ad salutarem undam" y la Fantasie und Fuge über das Thema B-A-C-H.

## Biografía
Alexander Winterberger nació en 1834. Estudió en Weimar con el organista municipal Johann Gottlob Töpfer (1791-1870). Aunque también estudió con Franz Liszt hasta 1853, formaba parte del «círculo externo» de estudiantes, es decir, no estaba entre aquellos con los que Liszt pasaba más tiempo y tenía una relación personal más estrecha. Winterberger demostró un dominio de los registros novedosos, que en algunos casos Liszt y él elaboraron juntos. Había sido compañero de clase de Julius Reubke en Berlín, y fue decisivo para que este se decidiera a marchar a Weimar para estudiar con Liszt.
En 1855, Liszt inspeccionó la construcción del nuevo órgano de la catedral de Merseburg y decidió escribir (algunas fuentes dicen que se lo encargó Winterberger) una gran obra para la inauguración oficial: su Fantasie und Fuge über das Thema B-A-C-H. La fecha se fijó para el 26 de septiembre de 1855, pero el 22 de septiembre la obra aún no estaba lista. En su lugar, decidió que Winterberger estrenara la versión revisada de la Fantasie und Fuge über den choral "Ad nos, ad salutarem undam" (había sido publicada en 1852, pero Liszt la revisó más de una vez, la última en 1855). Ensayaron juntos la obra unos días antes de la inauguración oficial.
La Fantasie und Fuge über das Thema B-A-C-H, dedicada a Winterberger,  se estrenó finalmente el 13 de mayo de 1856, de nuevo en la catedral de Merseburg. En esa misma ocasión, Winterberger también tocó el arreglo de Liszt de la obertura festiva de la iglesia sobre el coral Ein feste Burg ist unser Gott de Otto Nicolai
Winterberger realizó una gira por los Países Bajos en 1856, recibiendo muchos elogios por sus interpretaciones de las dos fantasías y fugas de Liszt. El 31 de agosto de 1856 tocó el órgano en el estreno de la Missa solennis zur Einweihung der Basilika in Gran de Liszt, en la inauguración de la Basílica de Esztergom, dirigida por el compositor, en presencia del emperador Francisco José I de Austria y su corte vienesa.
Winterberger arregló para órgano el preludio de Liszt de 1859 sobre la cantata Weinen, Klagen, Sorgen, Zagen de Bach, originalmente escrito para piano. Entre 1886 y 1887 recopiló y publicó 12 volúmenes de ejercicios técnicos compuestos por Liszt y editó las sonatas para piano de Beethoven, con prefacio y anotaciones, edición "Musikwoche", impresa en Leipzig, (Bibliographische Anstalt Adolph Schumann).
Vivió en distintas ocasiones en Viena, San Petersburgo y Leipzig; entre sus alumnos en Viena se encontraba Samuel de Lange, hijo. El retrato fotográfico de Alexander Winterberger realizado por Sergey Lvovich Levitsky se encuentra en la Casa-Museo Tchaikovsky de Klin (Rusia).
Alexander Winterberger falleció en Leipzig en 1914, a la edad de 80 años.